# Рубченківська сільська рада
| Рубченківська сільська рада — колишній орган місцевого самоврядування у Володарському районі Київської області з адміністративним центром у с. Рубченки. Історична дата утворення: в 1923 році. Сільській раді були підпорядковані населені пункти: - с. Рубченки - с. Володимирівка |

## Склад ради
Рада складалась з 14 депутатів та голови.

### Керівний склад ради
| ПІБ                            | Основні відомості                                                                  | Дата обрання | Дата звільнення |
| ------------------------------ | ---------------------------------------------------------------------------------- | ------------ | --------------- |
| Сікорський Михайло Євгенович   | Сільський голова, 1971 року народження, освіта, член Соціалістичної партії України | 26.03.2006   | 31.10.2010      |
| Сікорський Михайло Євгенійович | Сільський голова, 1971 року народження, освіта вища, член Партії регіонів          | 31.10.2010   |                 |

Примітка: таблиця складена за даними джерела